# 76 (numero)
Settantasei (cf. latino septuaginta sex, greco ἕξ καὶ ἑβδομήκοντα) è il numero naturale dopo il 75 e prima del 77.

## Proprietà matematiche
- È un numero pari.
- È un numero composto, con i seguenti 6 divisori: 1, 2, 4, 19, 38, 76. Poiché la somma dei divisori è 64 < 76, è un numero difettivo.
- È un numero nontotiente.
- È un numero pentagonale centrato.
- È parte delle terne pitagoriche (57, 76, 95), (76, 357, 365), (76, 720, 724), (76, 1443, 1445).
- È il decimo numero della successione di Lucas, dopo il 47 e prima del 123.
- È un numero odioso.

## Astronomia
- 76P/West-Kohoutek-Ikemura è una cometa periodica del sistema solare.
- 76 Freia è un asteroide della fascia principale del sistema solare.
- NGC 76 è una galassia spirale della costellazione di Andromeda.

## Astronautica
- Cosmos 76 è un satellite artificiale russo.

## Chimica
- È il numero atomico dell'Osmio (Os).